# Givira sobrana
Givira sobrana is een vlinder uit de familie van de Houtboorders (Cossidae). De wetenschappelijke naam van de soort is voor het eerst gepubliceerd in 1905 door William Schaus.
De soort komt voor in Suriname, Frans-Guyana, Brazilië en Argentinië.